# Stephan Hinz (Unternehmer)
Stephan Hinz (* 3. Juli 1987 in Berlin) ist ein deutscher Barkeeper, Gastronom und Catering-Unternehmer.

## Leben
Stephan Hinz arbeitete als Barkeeper unter anderem für Hilton Hotels, das Hotel Bayerischer Hof sowie Harry’s New York Bar. 2010 gewann er den Mixwettbewerb der Deutschen Barkeeper-Union und wurde zum „Deutschen Cocktail-Meister“ ernannt. Im Herbst kürte ihn eine Jury der Zeitschrift Mixology zum „Mixologen des Jahres“. Im gleichen Jahr gründete Hinz sein Unternehmen Cocktailkunst, um „die Entwicklungen der modernen Sterneküche in die Bar“ zu übertragen. Durch Kofler & Kompanie kamen Projekte mit Köchen wie Matthias Schmidt oder Tim Raue zustande. Mit seinen beiden Unternehmen Cocktailkunst und Hinzself bietet Stephan Hinz neben internationalen Schulungen und Caterings auch Beratungsleistungen für die Gastronomie und die Getränkeindustrie an.
2014 veröffentlichte Hinz das Standardwerk Cocktailkunst – Die Zukunft der Bar; 2022 erschien eine komplett überarbeitete Neuauflage. Diese, seine erste Buchveröffentlichung, wurde mehrfach übersetzt. Hinz eröffnete in Köln im Belgischen Viertel seine erste eigene Bar, das Little Link. Das Fachmagazin fizzz bezeichnete ihn als Gastronomen, „der als Garant für spektakuläre Drink-Inszenierungen die scheinbaren Grenzen der Machbarkeit immer ein Stückchen weiter hinaus schiebt“.

## Auszeichnungen
- 2010: „Mixologe des Jahres“ (Mixology Bar Awards)
- 2010: „Deutscher Cocktail-Meister“ (Vereinsmeisterschaften der Deutschen Barkeeper-Union)
- 2013: Nominierung zum „Caterer des Jahres“ mit dem Unternehmen Cocktailkunst GmbH (Magazin Cook & Sell)[4]
- 2019: In Kuba zum Best Innovator der Havanna Club Bar Entrepeneur Awards gekürt.[9]